# Stadtbrunnen (Darmstadt)
Der Stadtbrunnen ist ein Brunnen in Darmstadt.

## Geschichte und Beschreibung
Der Stadtbrunnen ist ein Werk des Bildhauers Johann Baptist Scholl der Jüngere.
Die Brunnenanlage aus rotem Sandstein wurde von einer im Jahre 1860 verlängerten Wasserleitung – die von der Seiterswiese kam – gespeist.
Der Wasserhahn besteht aus Bronze und hat die Form eines Tierkopfes.
Über dem quergelagerten rechteckigen Sockel mit der halbrunden Brunnenschale sitzt ein blockhafter, sich nach oben verjüngender Schaft.
Aus dem roten Sandstein herausgearbeitet ist die Bekrönung mit dem Wappen und der Krone über den Voluten.

## Varia
Der Brunnen ist der einzige erhaltene von ehemals vier Stadtbrunnen.

## Denkmalschutz
Aus baukünstlerischen und stadtgeschichtlichen Gründen ist der Stadtbrunnen ein Kulturdenkmal.